# Goodland (Kansas)
Pour les articles homonymes, voir Goodland.
La ville de Goodland est le siège du comté de Sherman, situé dans le Kansas, aux États-Unis.

## Source
- (en) Cet article est partiellement ou en totalité issu de l’article de Wikipédia en anglais intitulé « Goodland, Kansas » (voir la liste des auteurs).